# Claude Mulot
Pour les articles homonymes, voir Mulot (homonymie).
Claude Mulot, également connu sous le pseudonyme de Frédéric Lansac, est un cinéaste et scénariste français, né le 21 août 1942 à Paris et mort le 13 octobre 1986 à Saint-Tropez.

## Biographie
Claude Mulot a contribué à l'âge d'or du cinéma érotique français avec les films comme Le Sexe qui parle et La Femme objet. Il est aussi scénariste de plusieurs films de Max Pécas comme On se calme et on boit frais à Saint-Tropez et réalisateur du film d'horreur La Rose écorchée dont il utilisera le nom du personnage principal du film, Frédéric Lansac, pour signer par la suite ses films érotiques sous ce pseudonyme.
Époux de l'actrice Martine Mulot-Messager (1940-2007), il meurt accidentellement noyé en 1986 quelques semaines après le tournage du film On se calme et on boit frais à Saint-Tropez et est inhumé à Paris au cimetière de Passy (15e division) dans le caveau d'André Messager.

## Filmographie sélective

### Réalisateur
- 1968 : Bien faire et les séduire, puis retitré Sexyrella
- 1970 : La Rose écorchée
- 1971 : La Saignée
- 1973 : Profession : Aventuriers
- 1974 : Les Charnelles ou Émotions secrètes d'un jeune homme de bonne famille
- 1974 : C'est jeune et ça sait tout ou Y'a pas de mal à se faire du bien
- 1975 : Le Sexe qui parle
- 1976 : Shocking !
- 1976 : Échanges de partenaires
- 1976 : La Rage de jouir
- 1977 : Suprêmes jouissances
- 1977 : La Grande Baise
- 1977 : Belles d'un soir
- 1977 : Insomnies sous les tropiques
- 1978 : Le Sexe qui parle 2
- 1980 : La Femme objet
- 1980 : L'Immorale
- 1980 : Les Petites Écolières
- 1981 : Le jour se lève et les conneries commencent
- 1983 : La Vénus noire (Black Venus)
- 1986 : Le Couteau sous la gorge

### Scénariste
- 1968 : Trois filles vers le soleil de Roger Beaumont
- 1970 : Je suis une nymphomane de Max Pécas
- 1977 : Marche pas sur mes lacets de Max Pécas
- 1978 : Embraye bidasse, ça fume de Max Pécas
- 1978 : Jouir ! de Gérard Kikoïne
- 1978 : Entrechattes de Gérard Kikoïne
- 1978 : Ils sont fous ces sorciers de Georges Lautner
- 1979 : On est venu là pour s'éclater de Max Pécas
- 1980 : Les Petites Écolières
- 1980 : Mieux vaut être riche et bien portant que fauché et mal foutu de Max Pécas
- 1982 : Dans la chaleur de Saint-Tropez (ou Attention fillettes) de Gérard Kikoïne
- 1983 : Les Délices du tossing de Gérard Kikoïne
- 1987 : On se calme et on boit frais à Saint-Tropez de Max Pécas

### Assistant-réalisateur
- 1965 : Les Autres, court métrage de Maurice Cohen (second assistant-réalisateur)
- 1968 : Trois filles vers le soleil de Roger Fellous